# Amor urbano (2da temporada)
Amor urbano, (segunda temporada) es una teleserie juvenil venezolana, producida por Latina Producciones para la cadena Venevisión en el año 2010. Se estrenó el 18 de enero de 2010 y finalizó el 9 de abril de 2010.

## Sinopsis
La historia de Dj Pana (con la de su mama y su padrastro), la de Anabela y Tomasito continua en esta temporada, donde los protagonistas tendrán que luchar de nuevo por su amor y por conseguir sus sueños de convertirse en unas super estrellas del reguetón.

## Elenco
- Oscar Jhon Rivas Tanco - Dj Pana
- Laura Vieira - Anabela Quintero
- Reinaldo José Pérez - Tomás Eduardo Quintero
- Milena Santander- Gisela Quintero
- Tomás Rivero - Tomasito Quintero
- Mayra Pérez Africano - Sandra Guerrero
- Mirtha Borges - Doña Ana
- Betty Hazz - Ña Restrepo
- Elio Petrini - Don Giuseppe
- Patricia Olivero - Marlene
- Gabriela Fleritt - Emerita
- Daniela Salazar - Vicky
- Juan José Franquiz - Sr. Evaristo
- Dany Lee Sánchez - Willie
- Jorlys Domínguez - Rita Pérez
- Richard Ugas - El Rey
- Cristian A. Morales - Luisito Soler
- Irina Gutiérrez - Linda
- Adriana Prieto - Laura
- Oriana Perillo - Ornela
- Emily Castellanos - Emily
- Ricardo Sanoja - Ricardo
- Violeta Alemán - Miss Makary
- Sthuard Rodríguez - Ricky
- Diego Flores - Santos
- Priscila Izquierdo - Alicia
- Nathaly Acedo - La Becky
- Genesis Petit - La Fedra
- Daniela Vielman - La Lupi
- Estefani Camargo - Sofía
- Sofia Camargo - Estefani
- Omar Sabino - Héctor
- Carlos Julián Martínez - Peter
- Karlos Anzalotta - Keven
- Ulises Cassier - Miguelacho
- Josue Villaé - Adonis
- Mariely Ortega - Adriana Quintero